# Samsung Galaxy S III
GALAXY S III（ギャラクシー エス スリー）は、韓国・サムスン電子によって開発されたスマートフォンである。3G標準モデルと、LTEモデルの2種類が発売されている。発売国によって一部仕様が異なっている。日本国内では、下記モデルが発売されており、いずれもLTE方式の通信に対応している。各機種の詳細は各ページを参照。

## 日本向け機種
- NTTドコモ（docomo LTE Xi） - 共にdocomo NEXT series。
  - SC-06D - GALAXY S III
  - SC-03E - GALAXY S III α
- KDDI・沖縄セルラー電話（au 4G LTE）
  - SCL21 - GALAXY S III Progre